# Maria Àngels Cabré
Maria Àngels Cabré (Barcelona, 1968) és una escriptora i crítica literària catalana, directora de l'Observatori Cultural de Gènere, dedicat a impulsar la presència de les dones en la cultura. Ha estat professora del màster de Gènere i Comunicació (GiC) de la Universitat Autònoma de Barcelona.
Llicenciada en Filologia Hispànica per la Universitat de Barcelona i màster en Humanitats (Literatura Comparada) per la Universitat Pompeu Fabra de Barcelona. Des de 1990 treballa en el sector editorial i des de 1994 exerceix la crítica literària. Ha col·laborat molts anys al suplement Cultura/s de La Vanguardia i a altres mitjans com Lateral, Quimera, El País i la revista M-arte y cultura visual. També ha col·laborat al programa cultural Wonderland de Ràdio 4 (RNE). Actualment, publica articles al diari Ara. Ha participat en el volum col·lectiu A New History of Iberian Feminisms.
Especialitzada en literatura escrita per dones i en dones i cultura, imparteix conferències i organitza activitats relacionades amb aquests àmbits. L'any 2013 va engegar l'Observatori Cultural de Gènere, dedicat a incentivar la igualtat de gènere en la cultura.

## Obres
- Gabriel Ferrater (Omega, 2002)
- El silencio (Caballo de Troya, 2008)[5]
- Gran amor (Egales, 2011)[5]
- Si se calla el cantor (Libros de la Frontera, 2012)[5]
- Leer y escribir en femenino (Aresta, 2013)[5]
- A contracorriente. Escritoras a la intemperie del siglo XX (Elba, 2015)
- Wonderwomen. 35 retratos de mujeres fascinantes (SD Edicions, 2016)
- Miralls creuats: Roig/Capmany (Pagès Editors, 2017)
- María Luz Morales. Pionera del periodismo (Libros de Vanguardia, 2017)
- LILA. Història gràfica d'una lluita/LILA. Historia gráfica de una lucha (Amb Toni Galmés; Comanegra, 2019)
- El llarg viatge de les dones. Feminisme a Catalunya (Edicions 62, 2020)[6][7]
- Flors i violes. La Barcelona literària en clau femenina (Ajuntament de Barcelona, 2021)
- La lluita necessària. Retrat dels feminismes avui (Publicacions de l'Abadia de Montserrat, 2022)

## Antologies
- Sobre el arte y el artista d'Oscar Wilde (DVD Ediciones, 2000; Elba, 2020)
- Migajas sentenciosas de Francisco de Quevedo (Círculo de Lectores, 2004; Madrid, Espasa-Calpe, 2007)
- Som una ganga de Montserrat Roig (Editorial Comanegra, 2020)
- A la recerca de la dona moderna d'Anna Murià (Editorial Comanegra, 2022)

## Algunes traduccions
- Diario póstumo d'Eugenio Montale (Ediciones de la Rosa Cúbica, 1999)
- Satura d'Eugenio Montale (Icaria, 2000)
- Poesía completa de Oscar Wilde (DVD Ediciones, 1999)
- La balada de la presó de Reading. L'Esfinx de Oscar Wilde (DVD Ediciones, 2000)
- Las mujeres y los días de Gabriel Ferrater (Lumen, 2002)
- Vidas conjeturales de Fleur Jaeggy (Alpha Decay, 2013)